# Бретка
Бретка (словац. Bretka) — село в окрузі Рожнява Кошицького краю Словаччини. Площа села 9,54 км². Станом на 31 грудня 2016 року в селі проживало 395 жителів.

## Історія
Перші згадки про село датуються 1286 роком.

## Населення
| Рік:            | 1994. | 2004.   | 2014.    | 2024.   |
| --------------- | ----- | ------- | -------- | ------- |
| Кількість осіб: | 362   | 350     | 400      | 397     |
| Різниця:        |       | -3,31 % | +14,28 % | -0,75 % |

| Рік:            | 2023. | 2024.   |
| --------------- | ----- | ------- |
| Кількість осіб: | 400   | 397     |
| Різниця:        |       | -0,75 % |